# Calamosternus clermonti
Calamosternus clermonti är en skalbaggsart som beskrevs av Edmund Reitter 1907. Calamosternus clermonti ingår i släktet Calamosternus och familjen Aphodiidae. Inga underarter finns listade.